# Saint-Georges-en-Couzan
Saint-Georges-en-Couzan település Franciaországban, Loire megyében. Lakosainak száma 415 fő (2022. január 1.). Saint-Georges-en-Couzan Chalmazel-Jeansagnière, Marcoux, Palogneux, Sail-sous-Couzan, Saint-Bonnet-le-Courreau, Saint-Just-en-Bas, Sauvain és Trelins községekkel határos.

## Népesség
A település népessége az elmúlt években az alábbi módon változott:
| Lakosok száma | 631  | 579  | 539  | 428  | 424  | 443  | 420  | 412  | 408  | 415  |
|               | 1968 | 1982 | 1990 | 2006 | 2013 | 2015 | 2017 | 2019 | 2020 | 2022 |